# 开元寺 (泉州)
开元寺位于中国福建省泉州市鲤城区西街，是始建于唐代的汉传佛教寺院，1982年被列为第二批全国重点文物保护单位，1982年被列为汉族地区佛教全国重点寺院。

## 历史

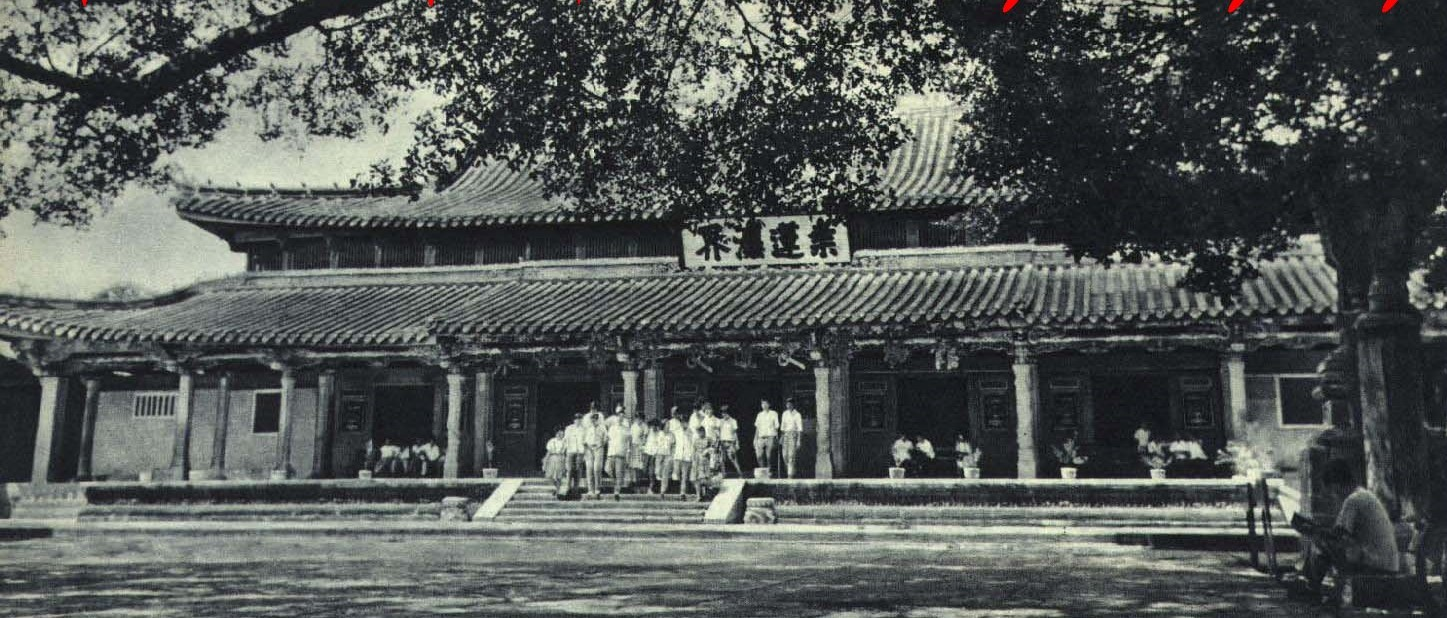
1963年的泉州开元寺

开元寺始建于唐垂拱二年（686年），传说泉州巨富黃守恭梦见桑树长出莲花，遂舍桑园建寺，初名“莲花寺”。长寿元年（692年）改“兴教寺”，神龙元年（705年）又改“龙兴寺”。唐玄宗开元二十六年（738年）诏天下诸州各建一寺，以年号为名，遂改称开元寺。乾宁四年（897年）王审邽重建。南宋绍兴二十五年（1155年）被毁，寻重建。元代赐名“大开元万寿禅寺”。至正十七年（1357年）又被毁。明洪武二十二年（1389年）僧惠远重建。永乐六年（1408年）扩建。万历二十二年（1594年）重修，崇祯十年（1637年）总兵郑芝龙等重建大雄宝殿。

## 建筑

### 布局
开元寺占地7.8万平方米，规模宏大。中轴线上有紫云屏、山门（天王殿）、拜亭、大雄寶殿、甘露戒坛、藏經閣，东部有镇国塔、檀越祠、准提禅院，西部有仁寿塔、功德堂、尊圣院、桑莲古迹，水陆等。

### 山门（天王殿）
开元寺的山门与天王殿合二为一，现存建筑建于民国十四年（1925年）。殿内石柱为梭柱，石柱上有对联“此地古称佛国，满街都是圣人”，是朱熹所撰，由弘一法师所书。
- 山门
- 天王殿挂竖额“勑大开元万寿禅寺”

### 大雄宝殿
大雄宝殿又称紫云大殿，是开元寺主体建筑，建于明崇祯十年（1637年）。大殿面阔九间，进深六间，建筑面积1338平方米，重檐歇山顶，通高20米。前檐重檐下横匾书“桒蓮灋界”四字。殿内减柱造，共有86根大石柱，承托抬梁式木构架，号称“百柱殿”。殿内斗拱共76朵，分布在周圈和前槽，其中明、次、梢间各有补间铺作两朵，尽间仅一朵。斗栱上雕有有“飞天乐伎”二十四尊，集佛教妙音鸟、飞天和基督教天使造型于一身，雕刻精美。
- 大雄宝殿南面
- 大雄宝殿东侧面
- 大雄宝殿前檐下梁架
- 大雄寶殿五方佛

### 甘露戒坛
甘露戒坛始建於宋，明末重建，重檐八角攒尖顶，四周环廊，占地645平方米。坛有五级，最高一层供奉明代卢舍那佛坐像木雕。 开元寺甘露戒坛與北京戒台寺、杭州昭慶寺並稱中國三大戒檀。
- 甘露戒坛南面

### 镇国塔和仁寿塔
开元寺东西两侧各有一塔，与大雄宝殿成“品”字形布局，两塔均为仿木构八角五层楼阁式石塔。
东为“镇国塔”，始建于唐咸通六年（865年），初为五级木塔，南宋宝庆三年（1227年）改七级砖塔，今石塔为南宋嘉熙二年（1238年）至淳佑十年（1250年）间重建，高48.24米。
西为“仁寿塔”，始建于五代梁贞明二年（916年），初为七级木塔，称“无量寿塔”，南宋淳熙年间改砖塔，并易今名。今石塔为南宋绍定元年（1228年）至嘉熙元年（1237年）重建，高44.06米。
开元寺双塔是中国最高的一对石塔，经明万历年间泉州八级地震以及多次台风的考验，仍屹立不倒。双塔塔身浮雕精美。
- 镇国塔
- 镇国塔
- 镇国塔须弥座浮雕
- 镇国塔底层浮雕
- 镇国塔仿木斗栱

- 仁寿塔
- 仁寿塔
- 仁寿塔
- 仁寿塔
- 仁寿塔

### 弘一法师纪念馆

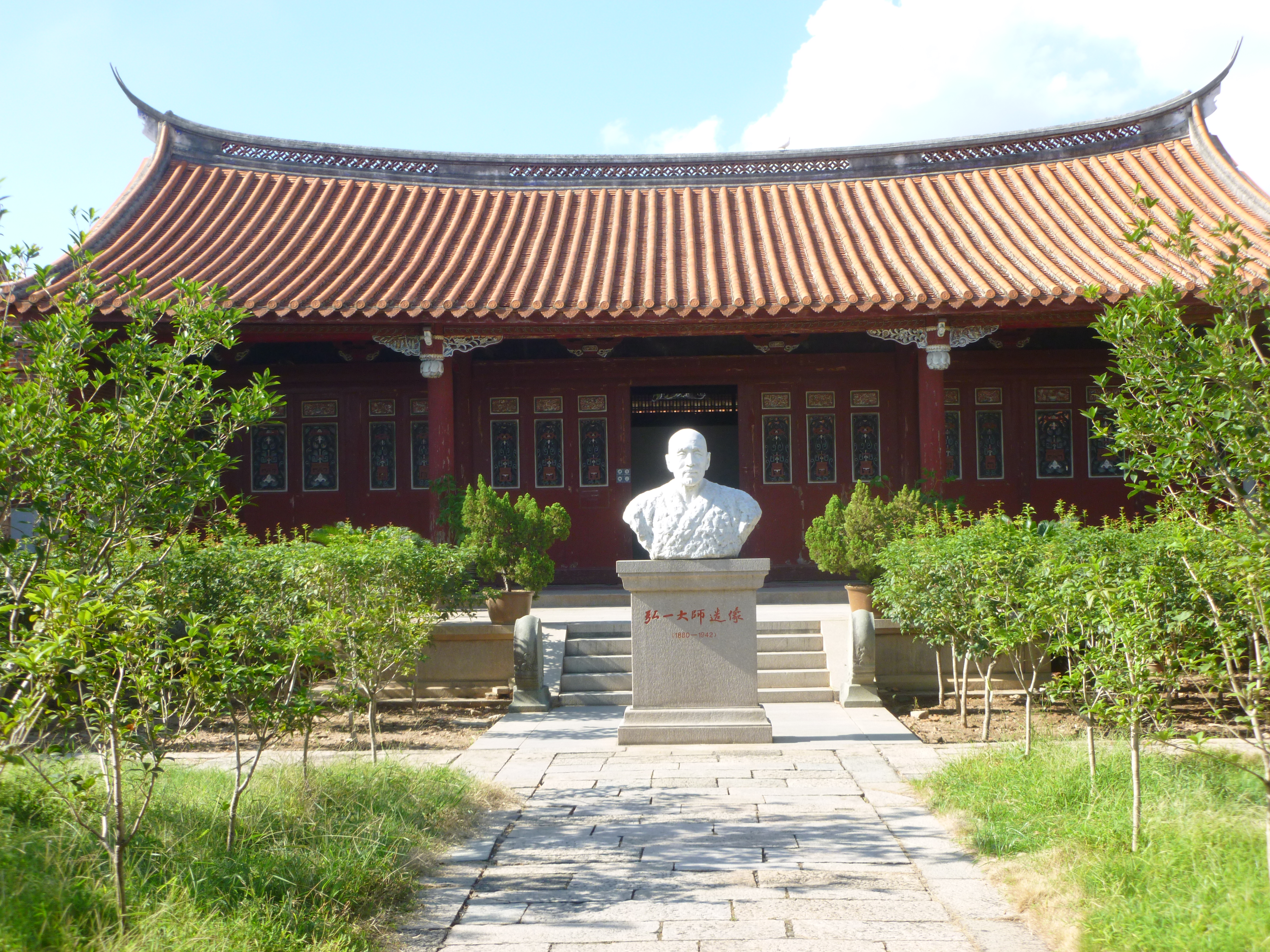
弘一法师纪念馆主体建筑与弘一法师像

2012年6月18日新馆开馆。

### 其他
寺院内还有唐、宋、元、明等时期的小型经幢、多宝塔、宝箧印经塔共15座。
大雄宝殿西侧的古桑树（桑莲古迹）传说为唐代所植，是世界上现存最古老的栽培桑树之一。

## 高僧
唐匡護、五代釋弘則、宋釋行昭、近代弘一法師等高僧均曾在該寺傳經授業。

## 接驳交通
- 公交站：
  - 开元寺西门站：6路、26路、41路、601路、602路、K602路、古城区块状运行系统

- 公共自行车：
  - Youbike开元寺西门站

## 外部連結
- 千年古刹泉州大开元寺官方网站